# Pleslin-Trigavou
Pleslin-Trigavou är en kommun i departementet Côtes-d'Armor i regionen Bretagne i nordvästra Frankrike. Kommunen ligger i kantonen Ploubalay som tillhör arrondissementet Dinan. År 2022 hade Pleslin-Trigavou 4 043 invånare.

## Befolkningsutveckling
Antalet invånare i kommunen Pleslin-Trigavou
Referens:INSEE